# 山下順弘
山下 順弘（やました のぶひろ、1961年 - 2014年3月26日）は、日本の映画装飾家。有限会社ダーツ所属。

## 経歴
大阪府生まれ。映画版「瀬戸内少年野球団」にて、装飾助手として荒川大に師事して、キャリアをスタートさせる。
2014年3月26日に死去。52歳没。

## 映画
装飾助手
- 犬死にせしもの
- オイディプスの刃（監督：成島東一郎）
- 226（監督：五社英雄）
- 浪人街（監督：黒木和雄）

装飾
- YOUNG & FINE（監督：篠原哲雄）
- 写楽（監督：篠田正浩）
- 勝手にしやがれ!!強奪計画（監督：黒沢清）
- 勝手にしやがれ!!脱出計画（監督：黒沢清）
- バウンス ko GALS（監督：原田眞人）
- ドリーム・スタジアム（監督：大森一樹）
- 双生児-GEMINI-（監督：塚本晋也）
- 許されざる者（監督：三池崇史）
- オリヲン座からの招待状（監督：三枝健起）
- デスノート（監督：金子修介）
- フレフレ少女（監督：渡辺謙作）
- 重力ピエロ（監督：森淳一）
- 大奥（監督：金子文紀）

## ＴＶドラマ
- BUNGO -日本文学シネマ-『黄金風景』『グッド・バイ』

## 特撮・TV
- ウルトラマンティガ
- ウルトラマンダイナ
- ウルトラマンガイア
- ウルトラマンコスモス
- ウルトラマンネクサス
- 生物彗星WoO
- 超星神グランセイザー
- トミカヒーロー レスキューフォース

## 特撮・映画
- ウルトラマンゼアス2 超人大戦・光と影（監督：小中和哉）
- ウルトラマンティガ&ウルトラマンダイナ 光の星の戦士たち（監督：小中和哉）
- ウルトラマンティガ・ウルトラマンダイナ&ウルトラマンガイア 超時空の大決戦（監督：小中和哉）
- ウルトラマンティガ THE FINAL ODYSSEY（監督：村石宏實）
- ウルトラマンコスモス THE FIRST CONTACT（監督：飯島敏宏）
- ウルトラマンコスモス2 THE BLUE PLANET（監督：北浦嗣巳）
- ULTRAMAN（監督：小中和哉）
- ウルトラマンメビウス&ウルトラ兄弟（監督：小中和哉）
- 大決戦!超ウルトラ8兄弟（監督：八木毅）
- 大怪獣バトル ウルトラ銀河伝説 THE MOVIE（監督：坂本浩一）
- ウルトラマンゼロ THE MOVIE 超決戦!ベリアル銀河帝国（監督：アベユーイチ）